# Кон-Кур-сюр-Луар (округ)
Округ Кон-Кур-сюр-Луар (фр. Arrondissement de Cosne-Cours-sur-Loire) — округ у Франції, в департаменті Ньєвр. 2023 року округ об'єднував 63 муніципалітети, населення становило 42 255 осіб.
Адміністративний центр (супрефектура) — Кон-Кур-сюр-Луар.

## Муніципалітети
Список муніципалітетів округу та їхні коди INSEE:
1. Алліньї-Кон (58002)
2. Анне (58007)
3. Арбурс (58009)
4. Арзамбуї (58014)
5. Арк'ян (58012)
6. Артель (58013)
7. Бітрі (58033)
8. Бомон-ла-Ферр'єр (58027)
9. Буї (58036)
10. Бюльсі (58042)
11. Варенн-ле-Нарсі (58302)
12. В'єльмане (58307)
13. Гарші (58122)
14. Дамп'єрр-су-Буї (58094)
15. Домп'єрр-сюр-Ньєвр (58101)
16. Донзі (58102)
17. Жирі (58127)
18. Кольмері (58081)
19. Кон-Кур-сюр-Луар (58086)
20. Кулутр (58089)
21. Ла-Марш (58155)
22. Ла-Сель-сюр-Луар (58044)
23. Ла-Сель-сюр-Ньєвр (58045)
24. Ла-Шарите-сюр-Луар (58059)
25. Люрсі-ле-Бур (58147)
26. Мев-сюр-Луар (58164)
27. Менстро (58162)
28. М'єнн (58187)
29. Монтенуазон (58174)
30. Муссі (58184)
31. Мюрлен (58186)
32. Нанне (58188)
33. Нарсі (58189)
34. Неві-сюр-Луар (58193)
35. Перруа (58209)
36. Премрі (58218)
37. Пуї-сюр-Луар (58215)
38. Пуньї (58213)
39. Раво (58220)
40. Сен-Бонно (58234)
41. Сен-Верен (58270)
42. Сен-Кантен-сюр-Ноен (58265)
43. Сен-Лоран-л'Аббе (58248)
44. Сен-Лу (58251)
45. Сен-Мало-ан-Донзюа (58252)
46. Сен-Мартен-сюр-Ноен (58256)
47. Сен-Пер (58261)
48. Сент-Аман-ан-Пюїзе (58227)
49. Сент-Андлен (58228)
50. Сент-Коломб-де-Буа (58236)
51. Сент-Обен-ле-Форж (58231)
52. Сессі-ле-Буа (58048)
53. Сішам (58279)
54. Сюї-ла-Тур (58281)
55. Сьєз (58077)
56. Трасі-сюр-Луар (58295)
57. Тронсанж (58298)
58. Улон (58203)
59. Шамву (58056)
60. Шамплемі (58053)
61. Шане (58061)
62. Шатонеф-Валь-де-Баржі (58064)
63. Шольнь (58067)